# Jacques Siclier
Jacques Siclier, né le 27 mars 1927 à Troyes et mort le 8 novembre 2013 à Paris 19e, est un journaliste, scénariste, historien, critique de cinéma et écrivain français.

## Carrière
Né dans un milieu ouvrier très modeste, Jacques Siclier obtient une bourse pour continuer jusqu'au lycée. 
Enfant, il va très souvent au cinéma, le samedi soir avec ses parents, et le jeudi après-midi avec sa grand-mère paternelle, il va notamment voir Le Juif Süss en 1941.
Il est critique de cinéma pour Le Monde et Télérama. Il a collaboré aux Cahiers du cinéma pendant deux ans, à la fin des années 1950. Il a également fait partie de l'équipe des critiques de cinéma de l'émission radiophonique Le Masque et la Plume.
Chroniqueur de télévision au Monde à partir de 1960, il a signé les scénarios de deux feuilletons télévisés, Janique Aimée et Les Habits noirs d'après l'œuvre de Paul Féval.
Il a joué, en 1980, dans Arsène Lupin joue et perd d’Alexandre Astruc.
Il a été membre du jury à la Mostra de Venise 1992.
Dans son livre Mémoires d'un spectateur, il raconte sa vie en province, à Troyes, ses premiers contacts avec le cinéma des années trente à 1944.
A propos du film La Pointe Courte d’Agnes Varda, il ecrivit en 1955 : "Tant de cérébralité chez une jeune femme a quelque chose d'affligeant. […] Agnès Varda doit être bien séduisante pour qu'on ait défendu La Pointe courte avec autant de mauvaise foi"

## Publications
- Le Mythe de la femme dans le cinéma américain, Éditions du Cerf, 1956
- La Femme dans le cinéma français, Éditions du Cerf, 1957
- Ingmar Bergman, Éditions universitaires, 1960
- Nouvelle vague ?, Éditions du Cerf, 1961
- Guitry, Anthologie du cinéma, 1966
- Un Homme Averty, Jean-Claude Simoen, 1976
- La France de Pétain et son cinéma, Henri Veyrier, 1981
- Les Nuits de juillet, Seghers, 1991
- Le Cinéma français, 2 volumes, Ramsay, 1996

### En collaboration
- Images de la science-fiction, avec André S. Labarthe, Éditions du Cerf, 1958
- Jean Gabin, avec Jean-Claude Missiaen, Henri Veyrier, 1988
- Le Guide du cinéma chez soi - 10 000 critiques pour mieux choisir vos films, Pierre Murat (dir.), Télérama hors-série, 2002, 1150 p.  (ISBN 2914927002)